# Mabinogi
Mabinogi es un videojuego en línea gratuito creado por la empresa DevCat y distribuido por Nexon. El eslogan del juego es «Fantasy life» y esto se debe a que es uno de los juegos que aspira a asemejarse a la vida real tanto como sea posible. Inicialmente, fue lanzado para público de Corea del Sur, por lo que el servidor de este país es el más actualizado y el primero en recibir contenido nuevo, y, posteriormente, se abrieron servidores para otros países de Asia y, después, para América. Aunque es oficialmente referido a Norteamérica, el juego es accesible desde la mayoría de los países del continente americano. También fue abierto un servidor en el área europea, pero el servicio fue suspendido por razones desconocidas; posiblemente por la ausencia de la cantidad requerida de jugadores para sustentar el juego en el área de servicio. Los jugadores europeos fueron enviados al servidor americano y se les compensó con una cantidad del dinero virtual utilizado en el juego, conocido como NX cash. Sus personajes no pudieron ser trasladados al nuevo servidor, por lo que todos los jugadores de la base europea iniciaron de cero, pero con su compensación, que fue equivalente al dinero que ya habían invertido.

## «Fantasy life» (Vida de fantasía)
Mabinogi se caracteriza por ser no solamente un juego de combate, sino que el jugador puede simular tener una vida normal: puede tocar música y componer canciones, hacer fogatas, descansar, tener mascotas o pescar, entre otras cosas.

## Trasfondo
El juego contiene elementos europeos —principalmente irlandeses— y la historia del juego hace referencias a la mitología celta (aunque el capítulo 4 se desvía y hace una adaptación dramática de las obras de Shakespeare).
El jugador crea un personaje, el cual es conocido por los NPC (non-playable characters/personajes no jugables) como «milletian», que significa «gente de las estrellas».
El jugador es asistido por una joven de nombre Nao Mariotta Prydery, generalmente conocida como Nao. Ella actúa como guía espiritual del jugador y ayuda a revivir al jugador cuando es derrotado en combate a cambio de rocas para convocarla, que son obtenidas con NX Cash, que a su vez se obtiene a cambio de dinero real. Las tarifas varían por país, pero, en general, para América 10 000 NX cash son 10 dólares estadounidenses.

## "Seasons" y "Generations" (Generaciones)
Mabinogi pasa por varias etapas de su historia. La clasificación se divide en seasons y generaciones. las seasons(temporadas) son generalmente parches de actualización para el juego. Actualmente la versión primaria (Corea, Japón, China y Taiwán), están en la generación 18 Actualización Zero.
Americana (Canadá, Hispanoamérica y Estados Unidos) Generación 18 (actualizado el 27 de junio de 2013)
Europea (La Unión Europea) terminó en Generación 12.
Las generaciones existentes son las siguientes:
- Capítulo 1: Advent of the goddess:

El o la Milletian (jugador) es visitado(a) por una diosa de ropas blancas y alas negras, ésta le pide que le salve de su confinamiento y que salve al mundo de un destino terrible. El jugador descubre el trasfondo detrás de la diosa y puede decidir en generaciones posteriores del capítulo el camino de "Paladin" o el de "Dark Knight" que no representan mal o bien sino las convicciones del jugador ya que ambos apoyan a la diosa. En estas generaciones el jugador aprende las bases del juego y cómo funcionan las generaciones posteriores en general.
- Capítulo 2: Explorers:

El o la Milletian se embarcan en una exploración hacia un gran continente recién descubierto donde habitan muchas criaturas y misterios, donde se encuentran con nuevas sociedades (elfos, gigantes y humanos nativos) que cuentan con un pasado sumergido en guerra por una deidad conocida como Irinid.
- Capítulo 3: Alchemist:

El o la Milletian conocen la capital del continente humano y aprenden las artes de la alquimia desentrañando la historia del pasado del reino y la verdad acerca de los dioses donde la diosa Morrighan revela otra naturaleza en contra de los Milletians considerándolos una amenaza para los dioses más que un apoyo.
- Capítulo 4: Shakespeare:

El o la Milletian se ven envueltos en representaciones teatrales de obras de un misterioso personaje de nombre Shakespeare que muestra la naturaleza humana y aspectos fatídicos de la vida, en esta adaptación a Mabinogi, Shakespeare tiene relación con los dioses antes presentados en el capítulo 3 y hace al o a la Milletian desarrollar algunas de sus más respectivas obras siendo las 2 primeras obras Hamlet y Romeo y Julieta burdas representaciones teatrales mientras que las siguientes 2 toman un papel más acorde al mundo del juego en un nuevo territorio conocido como la isla de Belvast.
- Capítulo 5 Iria's Drama:

El o la Milletian son parte de una cadena de eventos que toman lugar en el continente de Iria donde una organización secreta de nombre Cessair dirigida por 2 misteriosos personajes: Black Mask y Black Dragon Knight Intentan usar el poder de los Milletian en su contra para obtener el poder de los dioses y vengarse de ellos. Antiguos dragones de Iria, las ya conocidas razas y los diferentes lugares característicos de Iria son testigos de los acontecimientos que ofrece este capítulo de Mabinogi. La presentación visual de la historia está adaptada para lucir como una novela permitiendo a los jugadores desvelar un nuevo episodio cada semana los días viernes desde su fecha de lanzamiento en adelante. Los episodios son repetibles diariamente y se consiguen recompensas dependiendo del capítulo a protagonizar.

## Organización
La historia del juego se desarrolla por cadenas de búsquedas (quests) que están relacionados entre sí, por lo general estos durante o al final de la cadena le otorgan al jugador recompensas como Skills (transformaciones especiales, enchants (encantamientos) para darle efectos positivos a equipos del juego, títulos utilizados para demostrar hazañas e incrementar estatus del personaje y logros (achievements) registrados en un diario (journal) del juego).
Aunque la historia tiene un orden en la que puede ser jugada, cada capítulo cuenta con un inicio determinado y se pueden realizar los diferentes capítulos simultáneamente, por ejemplo: un jugador nuevo puede realizar g1, g9 y g13 al mismo tiempo al ser éstas las primeras partes de los respectivos capítulos 1 2 y 4.
Posteriormente fue agregada una opción en la que si el personaje del jugador tiene el nivel suficiente es capaz de seleccionar capítulos posteriores de la misma posponiendo temporalmente la que realiza en ese momento.
El capítulo 2, "Explorers", es el conjunto de generaciones con más contenido que historia y en general sólo es importante para explicar parte del trasfondo de los elfos, gigantes y el continente de Iria.
Cada cadena de quests es conocida como Generaciones Principales (Mainstream Generations) y éstas cuentan con temporadas en las cuales la historia es complementada con actualizaciones posteriores a la generación y un grupo de generaciones conforma un capítulo de la historia principal.
Sin embargo la generación 18 implemento un nuevo método de narrativa mostrando 1 episodio cada viernes a partir del 28 de junio de 2013 con el fin de prolongar la atención del público con respecto al nuevo contenido siendo 10 episodios en total conformando así la primera temporada de dicha historia.

### Capítulo 1: "Advent of the goddess" Generación 1 a 3
- Generación 1: "Advent of the goddess"
- Generación 2: "Paladin"
- Generación 3: "Dark Knight"

### Capítulo 2: "Explorers" Generación 4 a 8
- Generación 4, 5 y 6: "Pioners of iria" (en el servidor americano estas generaciones fueron agrupadas en un parche y cuenta con varios quests sin relación directa. En este parche también se aplicaron mejoras a algunas características del juego y la integración de dos nuevas razas jugables: elfos y gigantes, junto con un nuevo gran continente explorable que cuenta con todo tipo de climas, animales y regiones.)

- Generación 7: "Ancient secrets of the irinid"
- Generación 8: "Dragon"

### Capítulo 3: "Alchemist" Generación 9 a 12
- Generación 9: "Alchemist"
- Generación 10: "Goddess of light"
- Generación 11: "Sword of the gods"
- Generación 12: "Return of the Hero"

### Capítulo 4: "Shakespeare" Generación 13 a 16
- Generación 13: "Hamlet"
- Generación 14: "Romeo and Juliet"
- Generación 15: "Merchant of venice"
- Generación 16: "Macbeth"

### Contenido extra Generación 17
- Generación 17, Temporada 1: "Grandmaster"
- Generación 17, Temporada 2: "Bound in Destiny: Puppeteer"
- Generación 17, Temporada 3: "Shamala"
- Generación 17, Temporada 4: "Nightmare"

### Capítulo 5:Mabinogi the Saga: IriaTemporada 1
- Generación 18, Episodio 1: Fate's Origin: The Demon
- Generación 18, Episodio 2: Hero's Return: The Trap
- Generación 18, Episodio 3: Walking Nightmare: The Chase
- Generación 18, Episodio 4: Mystic Training: The Ritual
- Generación 18, Episodio 5: Proud Heritage: The Battle
- Generación 18, Episodio 6: Demon Night: The Truth
- Generación 18, Episodio 7: Heroic Path: The Choice
- Generación 18, Episodio 8: Holy Land: The Sacrifice
- Generación 18, Episodio 9: Fate's Design: The Stand
- Generación 18, Episodio 10: Divine Fury: The Advent

### Capítulo 6:The Divine Knights
- Generación 19, Temporada 1

### Contenido extra
- The Enlightenment

Zero Update (el nombre de las siguientes actualizaciones puede cambiar al ser aplicado)
- Druid
- Diva
- Vate
- Dressroom
- Proyect Dream

## Deidades
Basados en la mitología irlandesa existen dioses en Mabinogi que juegan papeles importantes durante la historia principal, estos son:
- Morrighan (también escrito como Morrigan) es la primera diosa "Badhdh Catha" y hermana de Macha y Neamhain. Ella es conocida como la diosa de la guerra, venganza y de los cuervos. También es conocida como "la diosa" Ella es descrita como "la diosa de alas negras que provee bendiciones a la gente y a los guerreros de Tir Na Nog".

Su verdadera naturaleza siniestra se muestra poco a poco conforme transcurre la historia mientras ella observa como los Milletians se hacen cada vez más fuertes y por lo tanto una amenaza para los dioses.
En al mitología Irlandesa, Morrighan es algunas veces interpretada como el nombre de 3 diosas: Badh, Macha y Neamhain. En otras versiones Morrighan es una de las diosas, su nombre es intercambiable con Badh, y en otras interpretaciones es similar a la interpretación que se le da en Mabinogi, con Morrighan, Macha y Neamhain como diferentes entidades, Ella es una de las hijas de Ernmas, y la nieta de Nuadha.
- Macha Macha es la diosa de la guerra y la destrucción, y hermana de Morrighan y Neamhain, y la segunda diosa "Badhdh Catha" conocida en la historia. Macha es conocida por ser capaz de manipular la mente de las personas para quitarles el miedo y las ansiedades que paralizan los corazones de las personas para pelear mejor. Ella también es conocida por Unificar a sus guerreros y proveerlos de la fuerza necesaria para derrotar a sus enemigos.

La ciudad de Emain Macha está nombrada en honor a ella y se cree que ella es capas de adoptar la forma de una sirena en referencia al emblema de la ciudad.
- Neamhain Neamhain es la diosa de la luz. Es hermana de Morrighan y Macha y es la última diosa "Badhdh Catha". Incluso cuando ella fue olvidada durante las guerras fomor-humanas, ella aparece por primera vez en la generación 10 con el plan de restaurar Tir Na Nog purificándolo con Luz.
- Cichol Cichol (también escrito como Ciocal Gricenchos) es el dios que gobierna a los clanes Formor, y es el heredero de Balor. Él aparece como el antagonista principal de la historia que lidera a los Formors y mata a todos los humanos que se atraviesan en su camino.

Sus intenciones son destruir todas "las ideas irracionales" y quiere "restaurar todo de nuevo a un comienzo limpio y justo" Cichol ataca a los residentes de Erinn para cumplir su plan de "Purificación Sangrienta".
Durante el desarrollo del capítulo 3 él cambia bandos inesperadamente por sus propios motivos pero sus seguidores se rebelan ante él por ese motivo.
Cíocal Gricenchos en la mitología Irlandesa es considerado el primer señor de los formors que vivió en Irlanda 250 años antes de la llegada de la subsecuente invasión de los Partholons, los primeros humanos en llegar a Irlanda.
El odio de Cichol hacia los humanos durante la historia principal del juego hace referencia al hecho de que en la mitología, Cíocal y sus ejércitos fueron conquistados por los invasores Partholons en la batalla de Mag Ithe.
- Nuadha Nuadha Airgetlam (también escrito como Nuada o Nuadau y Airgetlam que significa la mano de plata) es el rey de los dioses, él es un honorable guerrero que luchó en la primera batalla de Mag Tuireadh, y hace su primera aparición en Mabinogi durante la generación 12.

Nuadha utilizó su espada Claimh Solas durante la primera batalla de Mag Tuireadh en la cual perdió un brazo y al regresar con su gente fue etiquetado como un lisiado, posteriormente obtuvo un brazo postizo de plata con el cual luchó contra el dragón Croihm Cruaich y con el cual pereció.
En la mitología Irlandesa, Nuada Airgetlám fue el primer rey de los Tuatha Dé Danann hasta que perdió un brazo a manos de "Sreng el de Fir Bolgs" durante la primera batalla de Mag Tuireadh. ya que nadie que tuviera una discapacidad era capaz de liderarlos, él fue reemplazado por Bres, un príncipe mitad Formor, que forzó a los Tutha Dé Danann a pagar tributo a los Formors y trabajar como esclavos por 7 años. Finalmente Nuadha fue restaurado al trono cuando Dian Cecht, el terapeuta, creó un brazo plateado funcional para el. Después de recuperar el trono, Bres fue derrocado y exiliado, el príncipe declaró su venganza y reclutó a Balor, el Rey Formor y su ejército que llevó a los eventos de la segunda guerra de Mag Tuireadh. Cuando Lugh se unió a la corte de Nuadha, él estaba impresionado por sus numerosos talentos y lo vio como un líder que podía liderar a los Tutha Dé Danann a la victoria de la guerra próxima. Nuadha fue finalmente decapitado por Balor durante la segunda batalla de Mag Tuireadh, pero Lugh vengo a Nuadha matando a Balor y saliendo victorioso en la guerra.

## Mundo de Erinn
El mundo de Erinn tiene 3 grandes extensiones de tierra: El continente de Uladh, El continente de Iria y la isla de Belvast.
Uladh es un continente donde habitan principalmente los humanos y donde se encuentra el reino de "Ailech", cuenta con varios pueblos y ciudades así como varios tipos de clima pero en su mayoría son climas fríos y con mucho viento.
Iria él es continente más grande, es un continente con mucha naturaleza donde habitan tribus de las 4 Razas y donde se encuentran muchos misterios y áreas por explorar, el continente cuenta con todos los climas desde desértico, nevado, e incluso Volcánico.
Belvast es una gran isla con un puerto comercial que anteriormente era territorio de piratas pero fueron expulsados por un capitán que reconstruyó el puerto y se estableció como administrador de la isla.

## Áreas, Pueblos y Ciudades
La mayoría de los pueblos de Uladh están basados en localidades o comunidades existentes en Irlanda y algunos otros lugares de Europa.

### El continente de Uladh
- Abb Neagh - Es un lago que está en el centro de Uladh y en este se acostumbra pescar pero, de vez en cuando, se aparece la infame Criatura Neid para atacar a los pescadores desprevenidos. Esta criatura es la versión de mabinogi del monstruo del lago ness. En este lago se encuentra un campamento gitano en el cual se pueden aprender las habilidades de música mágica y al norte se encuentra la zona residencial de Abb Neagh.

- Bangor - Es un pueblo minero de antaño localizado al sur del continente, su población es reducida y es regularmente frecuentado por viajeros para solicitar los servicios del maestro herrero Edern.

- Blago Prairie - Es una pradera que se encuentra entre la ciudad de Emain Macha y la Ciudad de Tara en esta pradera se encuentran viñedos para producir vino.

- Ceo Island - Es una isla en el centro del lago de Emain Macha. En esta se encuentran una gran cantidad de Golems de piedra y también se encuentra el santuario del espíritu del agua de nombre Aer.

- Corrib Valley - Es un valle entre la ciudad de Tailltean y la ciudad de Tara en este valle se encuentra un río y una cascada, varios tipos de animales silvestres y árboles con múltiples colmenas de abejas para recolectar miel y jalea real que son utilizadas comúnmente por los alquimistas en sus experimentos.

- Dugald Aisle - Es un camino que conecta el pueblo de Tir Chonail y el pueblo de Dunbarton, en este camino se encuentra una colina en espiral y un campamento de leñadores frecuentado por carpinteros además de una amplia variedad de animales desde mapaches hasta osos salvajes.

- Dunbarton - Es un pueblo amurallado céntrico que conecta a varios pueblos a su alrededor, se le conoce como una ciudad pequeña aunque importante en términos de comercio eh industria al este conecta con el puerto de Cobh al sur con el pueblo de Bangor al norte con el pueblo de Tir chonaill y al oeste con la Ciudad de Macha, Tailltean y Tara.

En este pueblo se suele encontrar a muchos jugadores usualmente ya que es el punto principal de reunión de jugadores y de tiendas de jugadores en todo el juego.
- Emain Macha - Es una ciudad reconstruida en su más alto esplendor después de continuas invasiones enemigas y eventos desafortunados, También es famosa por ser el punto de entrenamiento de los paladines más heroicos del continente y de los caballeros Templarios. la ciudad da lugar cada domingo real a un concurso de cocina dentro del juego. Además la ciudad cuenta con un escenario de teatro al aire libre, un bar nocturno, el campo de entrenamiento de paladines, 2 Dungeons cercanos, un restaurante, varios sembradíos de maíz y un taller de titiriteros.

- Forest of Souls - Es un bosque al oeste de Tir chonaill en donde llegan todos los jugadores que renacen y escogen aparecer cerca de Tir Chonail, este bosque conecta el Soul stream con el mundo de Erinn.

- Gairech Hill - En el pasado solía ser un campamento Humano militar durante la guerra de Sen Mag en esta área se encuentra un sitio arqueológico con la figura de roca de un gran dragón.

- Morva Aisle - Es un pequeño camino que conecta el área residencial de Sen Mag el pueblo de Bangor y el puerto de Ceann

- Osna Sail - Es un camino estrecho rocoso que conecta la ciudad de Emain Macha y la ciudad de Dunbarton. Suele estar frecuentado por lobos.

- Port Cobh - Es un pueblo que creció para ser un puerto comercial, se encuentra al este de Dunbarton y es famoso por su bar, su Faro y porque es uno de los únicos pueblos donde los Elfos y Gigantes se llevan bien.

- Port Ceann - Es un pueblo abandonado al sur de Bangor en el cual se solía viajar hacia Iria pero desde el crecimiento del puerto de Cobh este puerta ya no es utilizado y las embarcaciones a Iria se realizan desde el puerto de Cobh.

- Sen Mag Plateau - Es una pradera que fue testigo de múltiples batallas en el pasado entre el clan de los Partholons y el clan de los Formor, alguna vez fue una hermosa pradera pero actualmente es un desolado campo de batalla en el cual solo se llega a ver a una pequeña y misteriosa chica antisocial de nombre Fletta paseando a ciertas horas del día.

- Sidhe Sneachta - Pronunciado "shee snick-thuh" es un bosque nevado al norte de Tir chonail en donde siempre hay nieve y en donde se encuentra un portal sellado con magia druida, aquí se encuentran múltiples muñecos de nieve que se dice son tumbas de soldados de guerras pasadas.

- Sliab Cuilin - Es un paso lleno de colinas y rodeado de montañas rocosas, este paso conecta el área residencial de Cuillin el campo de leñadores de Dugal aisle y la ciudad de Tailltean. Aquí también se encuentran canteras de roca donde se minan piedras necesarias para construir golems por medio de alquimia.

- Taillteann - Conocido como la ciudad de la alquimia, es al igual que Dunbarton una ciudad amurallada en donde se encuentran los mejores alquimistas de Erinn y donde se llevan a cabo los experimentos de los alquimistas.

- Tara - Es la Gran capital del continente de Uladh y del reino de Ailech, Es una gran ciudad con altos edificios y lujosas estructuras. La gente más rica y noble de Uladh vive en esta ciudad y es aquí donde se encuentra el castillo donde reside la familia Real. Aquí se llevan a cabo concursos de moda y justas de caballeros así como diversas actividades.

- Rath Royal Castle - Es el castillo localizado en el corazón de Tara donde vive la familia real y los súbditos que sirven al reino de Ailech, cuenta con 3 plantas y una gran cantidad de guardias, tiene grandes y frondosos jardines, en su salón principal se lleva a cabo una cena baile real una vez cada semana real.

- Tir Chonaill - Conocido como el pueblo donde todos los jugadores inician, es un pequeño pueblo al norte del continente, un río llamado Adellia stream atraviesa el pueblo en Memoria a una hermosa sacerdotisa, el pueblo cuenta con una posada, una tienda de viveres, un molino, dos dungeons cercanos, algunas plantaciones de cebada y avena, un cementerio, un herrero y una escuela donde los nuevos jugadores aprenden un poco de las funciones básicas del juego.

### El continente de Iria
- Connous - Es un gran desierto al este de Iria en donde habitan los elfos y algunos otros Formors y animales salvajes dispersos por el desierto.

- Connous Underground Maze - Es un gran laberinto subterráneo debajo del desierto de Connous.

- Filia - Es el pueblo elfo con un estilo egipcio donde inician los jugadores elfos y el único pueblo en el desierto de Connous.

- Courcle - es el área más variada del continente que cuenta con zonas montañosas, selváticas, pantanos, ríos y savanas. en esta área se encuentra la tribu humana de Iria.

- Cor - Es el pequeño pueblo humano en la selva de Courcle.

- Physis - Es la zona Nevada de Iria donde habitan los gigantes y algunos otros Formors y animales salvajes dispersos en la zona.

- Vales - Es el pueblo de los gigantes.

- Rano - Es una gran pradera de Iria donde se encuentra el campamento de exploradores humanos.

- Qilla Base Camp - Es el campamento de exploradores humanos.

- Solea - Es un complejo de cuevas dentro de las montañas de nubes que conectan Rano y Physis.

- Zardine - Es la zona volcánica del norte de Iria donde habitan los dragones y una gran variedad de animales volcánicos.

- Cálida Exploration Camp - Es el campamento humano situado en la zona volcánica de Zardine.

### Isla de Belvast
- Beach of Scathach - Es una zona peligrosa habitada por poderosas criaturas y animales salvajes que son en su mayoría controlados por una poderosa bruja que habita en lo profundo de una cueva en la zona.

- Commonwealth of Belvast - es la zona residencial de Belvast, aquí se encuentra el puerto, las viviendas de los habitantes y la casa del gobernador.

- Tory Ravine - es una playa al oeste del puerto de Belvast que aun no es accesible para los jugadores debido a la prematura cancelación del capítulo 4 pero es visible en el mapa de la isla.

### Otras Áreas
Además existen otros mundos que son dimensiones alternas o áreas especiales que se relacionan con la historia del juego y algunas solo son accesibles durante esta:
- Avon - Solía ser la ciudad donde habitaba el clan de los Partholons, pero un día ellos ofendieron a los dioses y en respuesta los dioses enviaron una plaga que extermino a casi toda la población, después de eso los dioses transportaron la ciudad a otra dimensión y la utilizaron como lugar de prisión y exilio para dioses que cometían crímenes.

En esta área se desarrolla gran parte de las burdas adaptaciones de las obras de Shakespeare en Mabinogi a lo largo del capítulo 4.
- Falias - Conocida como la ciudad de los dioses es el olimpo Céltico donde habitan los dioses.

- Bangor (Tir na nog) - Es la versión alterna del pueblo de Bangor en la dimensión de Tir Na Nog.

- Crossroad - Es un puente entre Tir Na Nog y Erinn. y se accede a este por medio de una versión especial del dungeon de Barri en bangor.

- Gairech (Tir na nog) - Es la versión desolada de Gairech hill de Tir Na Nog

- Tir Chonaill (Tir na nog) - Es la versión de Tir chonaill de Tir Na Nog y aquí habita un misterioso humano de nombre Dougal, algunas criaturas y animales.

- Soul Stream - Es el portal espiritual que conecta otros mundos con Erinn y donde Nao reside para guiar a los visitantes de otros mundos a establecerse en Erinn. En este lugar habitan varias Lechuzas que Nao utiliza para enviarle quests y mensajes a los jugadores.

### Dungeons y Ruins (Mazmorras/laberintos y Ruinas)
Existen lugares conocidos como "Dungeons" donde los jugadores se adentran solos o en grupo para encontrar tesoros pelear contra enemigos y finalmente derrotar a un jefe, se puede acceder a ellos libremente pero usualmente los jugadores acceden a estos por "quests" (búsquedas) de objetos en la historia del juego.
En el continente de Iria existen Ruinas que son muy similares a los "Dungeons" pero estos cuentan con trampas diferentes a las de un "Dungeon".
Los Dungeons se caracterizan por tener las siguientes partes:

### Vestíbulo
Aquí se suele reclutar gente para formar grupos, lo cual es muy importante para sobrevivir en dungeons avanzados. Es la zona inicial del dungeon. Hay una estatua de una diosa y un altar. El altar sirve para dar ofrenda a los dioses a cambio de entrar al dungeon. Lo que se hace para ingresar es que se tira un objeto (drop), no importa cuál sea. Hay algunos objetos especiales que no se pueden tirar, como por ejemplo: Pases especiales para otros dungeons, pases al dungeon que es para sólo un jugador (en caso de que sea un grupo el que quiera ingresar), etc. También hay objetos especiales que modifican el dungeon de manera que sea más fácil o más difícil: Estos son los pases. Los pases se obtienen de diversas formas: Matando monstruos, pidiéndolos a los NPC o en un quest. Dependiendo del objeto que se tire, la hora y día, el dungeon irá cambiando: No siempre será el mismo, así que siempre hay que estar preparado para cualquier circunstancia. Una vez que se tira el objeto, todo el grupo, o sólo uno en el caso de hacerlo individualmente, se teletransportará a la siguiente sala.

### Entrada
Una vez que ya se encuentra en la entrada, se podrá ver que hay un altar, una estatua de un dios y unas escaleras que van hacia abajo o hacia arriba, por lo general. Si sale un mensaje que dice que ha sido creado por alguien más, se tiene que salir del dungeon haciendo clic en la estatua de la diosa. Recuerden que si se tira un objeto al altar, y el objeto ya ha sido tirado por otra persona, el dungeon ya estará resuelto, y por lo tanto no habrá premios. Tiene que pasar un tiempo para que el dungeon se vuelva a armar. Si no sale el mensaje, se puede proceder a la siguiente sala bajando o subiendo las escaleras.

### El Laberinto
Generalmente, los dungeons son laberintos sin minimapa. La única excepción se ve en el Alby Dungeon, que es muy fácil de completar, y es pequeño (sólo de un piso). El laberinto consta de pisos: Se empieza generalmente en el piso 1, y se sube. Pero a veces, se empieza arriba y se tiene que bajar. El laberinto tiene muchas salas con monstruos.
Si se ve un baúl en una sala, se tiene que abrir: Puede dar una llave para abrir una puerta, unos objetos (como pociones) o puede convocar monstruos. A veces, el baúl se transforma en un monstruo especial llamado Mimic. Cada vez que se convocan monstruos, los jugadores que se encontraban el la sala se quedan encerrados: Todas las puertas se cierran. Para liberarse, se tienen que vencer a todos los monstruos. También hay unos pedestales que se golpean. Cada vez que se activan golpeándolos, pueden abrir la puerta o convocar monstruos. Los cristales y los baúles son las formas de conseguir llaves más comunes. 
En los laberintos hay puertas cerradas con llave: Para abrirlos hay que conseguir tal llave especial. Las llaves son las siguientes:

### Objetos

#### Llave de una puerta
Abren puertas que se encuentran a lo largo del laberinto.

#### Llave de la Sala del Jefe
Abre la puerta de la Sala del Jefe. Aparecerá un miniclip cada vez que se abra, mostrando al monstruo jefe del dungeon.

#### Llave del tesoro
Una vez que se completa todo el dungeon y se vence al jefe y sus crías o ayudantes, se obtiene esta llave. Es usada para abrir los cofres de la última sala, la sala de premios.
Una vez que se completa todo el laberinto, se puede pasar a la siguiente sala.

### Sala del Jefe
A través de una puerta gigante y con un gran candado, se encuentra un monstruo muy poderoso: El líder de todos y guardián del gran tesoro escondido. Se trata del jefe (Boss). Este monstruo es el más poderoso de todos los del dungeon. Para acceder a su sala, se tiene que abrir la puerta del jefe. Aparecerá un miniclip con imágenes del monstruo (Para saltar el miniclip, presione ENTRAR). En la sala del jefe, la música de fondo se cambiará por otra. El jefe suele estar rodeado de otros monstruos (Excepto en versiones de principiantes del dungeon). Para llegar a la siguiente sala, se tiene que vencer tanto al jefe como a los otros monstruos de la sala. Una vez vencidos, se obtiene la llave del tesoro y la puerta a la siguiente sala se abre.

### Sala del Tesoro
Luego de un arduo trabajo, se llega a esta sala. Aquí suelen haber baúles que pueden ser abiertos con las llaves del tesoro. Sólo se puede abrir un baúl por jugador (sólo una llave por baúl). En los baúles hay objetos especiales, generalmente inusuales, y oro. En el centro de la sala se encuentra una estatua de la diosa idéntica a la que se encuentra en la entrada pero esta tiene la función de salida. Hay que hacer clic en ella para poder salir del dungeon, y volver a entrar si se desea.
Hay varios dungeons que varían por su dificultad. Hasta el momento, los dungeons existentes son:

#### Begginner
Solo se encuentra en ciar dungeon y alby dungeon, se obtiene hablando con NPC

#### Normal
Se encuentra cuando tiras cualquier cosa en el altar del dungeon, todos los dungeons tienen esta versión

#### Básico
Esta modalidad se encuentra en algunos dungeons, ingresas a ella tirando un pase "Basic"

#### Intermedio
Esta modalidad se encuentra en casi todas las dungeons y solo se entra con un pase nivel intermedio.

#### Advanced
O avanzado es la dificultad máxima solo en algunos dungeons se encuentra este pase especial y los formors dentro de estos dungeons son notablemente más fuertes que en las dificultades anteriores.

#### Hard Mode
Modo difícil, esta dificultad yace en algunas dungeons como un cuarto que siempre está cerrado y para poder entrar a este, se debe cumplir ciertos requisitos como son llegar a nivel 250 acumulativo. Esta dificultad hace más difícil todas las dificultades anteriores presentando el mismo tipo de enemigos pero mucho más fuertes.
Además este modo ignora los pases con un número específico de participantes en el grupo permitiendo siempre disponer del número máximo de participantes que son 8 jugadores. 
Un ejemplo de un dungeon intermedio dentro del modo harmode se interpreta como: "alby dungeon" (nombre del dungeon) - intermedio (dificultad del pase) - "modo difícil".

### Boss Rush
Esta modalidad existe solo en algunos de los dungeons de Uladh y consiste en confrontar uno tras otro a todos los jefes que existen en las diferentes versiones de ese dungeon, iniciando del más fácil hasta el más difícil.
No existe esta versión adicional en Hardmode.
El tiempo es tomado en cuenta para participar en un ranking que es mostrado en una placa de piedra que se encuentra en el vestíbulo de dicho dungeon. 
En el continente de Ulad se encuentran los siguientes "Dungeons" o mazmorras.

## Dungeons

### Alby Dungeon
Es el dungeon más fácil en dificultad normal pero uno de los más difíciles en advanced o en otras dificultades 

### Ciar Dungeon
Localizado al oeste de Tir Chonail es al igual que Alby uno de los únicos dungeons que cuentan con todas las versiones incluido "boss rush". aquí prevalecen los Formos denominados Multi-Aggro, que se suelen atacar al jugador 2 a la vez en lugar de 1 a 1.

### Math Dungeon
Es el dungeon localizado al noreste de Dunbarton que se caracteriza por tener como clan Formor recurrente a los Kobolds y también por ser uno de los dungeons con los pisos más extensos de Uladh.

### Rabbie Dungeon
Dungeon localizado al noreste de dunbarton, se caracteriza por tener a una gran variedad de Esqueletos guerreros y por cambiar de jefe en cuanto se entra en grupo o solo en algunas de sus versiones, pues dependiendo de como se entre al cuarto del jefe, este cambiara. en la dificultad normal si se entra solo aparecerá una atractiva chica demonio llamada Succubus, si se entra con 2 o más personas el jefe cambiara a un grupo de Kobolds dorados. También dependiendo de la dificultad del dungeon la Succubus es diferente más fuerte y de diferente color, al utilizar la habilidad "Counter" del jugador se puede llegar a arrancar la ropa a las Succubus hasta cierto punto.

### Barrí Dungeon
Es una mina encontrada en Bangor donde se obtienen los minerales necesarios para crear armas y armaduras por medio de la habilidad de herrería sus versiones varían casi siempre en enemigos y en la historia del juego en una de sus versiones, es el dungeon que conecta al mundo de Erinn con el mundo de los Formors conocido como Tir Na Nog o generalmente llamado como "el otro mundo" que es una versión alterna de Erinn pero totalmente devastado y asolado por la sequía y las enfermedades.

### Rundal Dungeon
Se localiza al sureste de la ciudad de Emain Macha, se caracteriza por su dificultad aún en a su nivel normal, existe una versión especial conocida como "Siren dungeon" la cual requiere de un pase especial obtenido al pescar en el lago de la ciudad, este dungeon cuenta con Formors humanoides como peces, perros y gatos. que protegen a la jefa del lugar. La cual luce como una pequeña niña con cabello azul y un traje decorado con tonos azules y que generalmente siempre lleva en sus manos una flauta mágica con la cual es capaz de atacar con truenos. Aunque en realidad es una sirena. Su máscara es obtenida al realizar una critical hit en ella al usar la habilidad "Smash" y esta es utilizada como material para crear armaduras mágicas.

### Peaca Dungeon
Localizado al noroeste de Sen Mag Plateau, es conocido por ser el dungeon más difícil de todo el juego y que actualmente solo cuenta con las versiones normal básica eh intermedia, solo se puede entrar con 4 personas o más y el lugar está repleto de espectros, zombis y varios tipos de enemigos no muertos que cuentan con inmunidades a cierto tipo de ataques.

### Fiodh Dungeon
Se encuentra al noroeste de Gairech hills, esta dungeon se caracteriza por su interior boscoso esto crea dificultad en el movimiento del personaje y de la cámara y durante la noche es difícil ver por la limitada iluminación del lugar.

### Coill Dungeon
Encontrado al noroeste de Emain Macha, es muy similar a Fiodh, Varia en ser un bosque con seres elementales y algunos tipos de enemigos que no se pueden encontrar en otros lugares, anteriormente era sede de un quest relacionado con habilidades especiales de los "paladins" humanos pero eso fue removido en una actualización

### Albey Dungeon
Localizada en Tir na nog o "el otro mundo". Este dungeon se caracteriza por cambiar de dificultad dependiendo de que color de "gema" se ofrezca en el altar. Aquí se desarrolla el final de la "Generación 1".
Además de existen estos dungeons:
- Sen Mag Castle
- Abb Neagh Castle
- Cuilin Castle
- Dugald Castle

Todos los Dungeons de castillos de zona residencial son iguales.
- Kitchen Dungeon - Este dungeon es una versión especializada para los jugadores que son chefs, aquí el jugador reduce su tamaño y se introduce en una cacerola para pelear con ingredientes de comida para poder preparar platillos inusuales.

- Scary Library - Es un dungeon especial que se desarrolla en la noche dentro de la biblioteca del pueblo de Dunbarton por medio de un quest especial el lugar está repleto de fantasmas y espectros que regularmente se encuentran en Peaca.

- Baol - Es una versión alterna de Barrie Dungeon que toma lugar en el final de la Generación 3 y es el único Dungeon accesible solo durante el desarrollo de dicha historia. A menos de que se acceda por medio de un grupo donde el líder este realizando el final de la generación 3.

En el continente de Iria se encuentran las siguientes "Ruinas" con un sistema similar al de los "Dungeons" con algunas variaciones
- Karu Forest Ruins - Son ruinas que se encuentran debajo del bosque de Karu en el continente de Iria, estas ruinas cuentan con una gran variedad de versiones que son definidas por el tipo de pase que se obtenga en la versión normal.

- Longa Desert Ruins - son las ruinas bajo tierra localizadas en las afueras de la ciudad Elfica de Filia que son custodiadas por un misterioso guardián arquero a caballo y en algunas de sus versiones se pueden encontrar momias y Formors enigmáticos muy peligrosos.

- Maíz Prairie Ruins - Maíz se encuentra en las planicies de Rano al norte del campamento Humano de "Quila", este dungeon cuenta con una gran variedad de Formors de roca que custodian las diferentes versiones del dungeon.

- Par Ruins - Par se encuentra al norte de "Vales" y son unas ruinas congeladas en las cuales habita una peligrosa bruja de hielo y su compañero yeti "Wendigo"

## Diferencias con otros juegos

### Modo de combate diferente
En la mayoría de juegos en 3D se pelea haciendo clic en los monstruos repetidas veces. En Mabinogi, también se hace clic en el monstruo, pero también se usan habilidades especiales. Estas pueden ser "skills" (habilidades) mágicas o de combate. Cada habilidad tiene una ventaja sobre otra.
Posteriormente, en la generación 16 temporada 2 fue implementado un sistema más dinámico de combate que permite un estilo de lucha balanceado por tiempos de recarga y/o reutilización (cooldowns) en varios skills.

### Personalización
A diferencia de otros juegos de rol, Mabinogi no forza a los jugadores a permanecer permanentemente con una clase en específico sino que le permite al jugador utilizar todo tipo de habilidades sin restricción a excepción de aquellas habilidades que están restringidas por raza.
El jugador es capaz de personalizar su personaje en una amplia gama de equipamientos no solo los obtenidos por (NPC) sino que también es capaz de crearlos y definir el color por medio de tintes para ropa o tintes para metales respectivamente.
En Mabinogi, las ropas que se venden en las tiendas de "NPCs" (Non-Player characters) cambian de color cada día. Puedes tener ropas de vestir como ocasionales, formales, de diario, o armaduras ligeras o pesadas completas para pelear. Y además puedes crear tus propias ropas y armaduras, las cuales son únicas, muy raras y muy caras. Además, existe ropa con efectos especiales que se las considera ropa "mágica", las cuales brindan defensas especiales.
También se pueden combinar ciertos tipos de armaduras y ropa para activar una habilidad que solo se obtiene de esa forma, tales como resistencia al envenenamiento, consumir menos mana, etc.

### Crecimiento continuo
A diferencia de otros juegos con límite de nivel, Mabinogi permite a los jugadores renacer y reiniciar desde el nivel uno sin perder el progreso realizado y así conseguir más puntos de habilidad de manera sencilla y continua.
También diariamente el jugador recibe misiones diarias con experiencia extra que recompensan con cupones que pueden ser canjeados por puntos de habilidad siendo quince cupones por misión y cada 10 pueden ser cambiados por un punto de habilidad completada lo que otorga un total de 3 puntos extra diarios al cumplir con estas misiones.

## Personalización del personaje

### Puntos básicos de estado del personaje
Los personajes cuentan con 3 tipos de barras de estado que son "Mana Points" (puntos de magia), "Health Points" (puntos de vida) también conocido como "Heart points" y "Stamina Points" (puntos de resistencia).
La mayoría de los juegos contienen los primeros 2 pero Mabinogi implementó el estado de "Stamina Points" que son los puntos de energía usados por el personaje al realizar una acción ya sea hacer un "Life Skill" o realizar ataques en el combate. Utilizar "skills" generalmente reduce poco a poco esta barra y al llegar a 0 es difícil realizar ataques, el daño se ve reducido y en el caso de los "Life Skills" no se pueden utilizar las acciones como recolectar bayas, cocinar o refinar metales entre otras actividades hasta que se recupere cierta cantidad de "Stamina Points".
Los "Stamina Points" se pueden recuperar de varias maneras. Las más fáciles son consumiendo "pots"(pociones) exclusivas para recuperar "stamina" o usando el "Life Skill" que recupera en un porcentaje más alto la cantidad de "Stamina Points" por segundo que normalmente se recuperan cuando el personaje no está realizando ninguna acción.

## Ability Points(AP)
Los "Ability Points" o APs son el recurso básico para cualquier jugador para entrenar cualquier "skill". Estas son obtenidas 1 cada vez que se sube de nivel normal o de nivel de exploración. También se pueden obtener por el cumplimiento de "quests" relacionados con "skills" y al cumplir años dentro del juego cada sábado. Las edades más jóvenes obtienen más APs y las edades más adultas menos APs, por ejemplo: 10 años equivalen a 5 APs cuando sube a 11 años y 17 años equivalen 2 APs al subir a los 18 años. El desarrollo de "skills" es el único uso para los APs.

## Skill Points(SP)
Los "Skill Points" o SPs son similares a los APs pero estos son específicamente utilizados para entrenar habilidades relacionadas con la transformación del personaje (paladin, Dark knight, Savage beast y Falcons). Estos puntos se obtienen al subir de nivel y al realizar rebirts por medio de cartas o de manera gratuita cuando el personaje cumple la edad de 20 años.

## Sistema de destino (Reemplazado)
En Mabinogi a partir de la generación 13 fue implementado el sistema de destinos o (destiny) que posteriormente fue reemplazado en la Generación 17 por el sistema de talentos (Talent).
Este sistema asimila el estilo de juego clásico en el que un personaje se especializa en un área específica de "skills" como los conocidos "jobs" o "classes" en la mayoría de RPGS, pero a diferencia de otros juegos, el jugador tiene la elección de cambiar de "destiny" cada vez que su personaje realiza un (rebirth) renacer a la edad de 20 años o con uso de cartas de pre-pago obtenidas con NX cash.
Los destinos en Mabinogi permiten al jugador entrenar "skills" el doble de rápido, ganar más puntos específicos en los stats que aumentan el daño o efectividad de los "skills" y algunos dan acceso a opciones especiales u obtenidas con ese destino. Aunque esta opción está disponible, el jugador puede no escoger un destino y no ganar ningún beneficio. Esto asimila el estilo de juego que había antes de que este sistema fuera implementado.
Los destinos que se manejaron son:

### Warrior(Guerrero)
Este destino se enfoca en las habilidades cuerpo a cuerpo y aumenta la fuerza (Strength/Str) y puntos de vida (Hit Points/HP) del personaje.

### Mage(Mago)
Este destino se enfoca en todos los "skills" de magia y aumenta la inteligencia (Intelligence) y la efectividad al usar magia.

### Ranger(Arquero)
Aumenta el daño realizado al usar arcos y ballestas y aumenta la energía (Stamina) y destreza (Dexterity) del personaje.

### Alchemist(Alquimista)
Similar a la magia. Entrena todos los "skills" de la sección de alquimia pero estos "skills" sólo se ven afectados por el nivel de cada "skill" independientemente y no por estadísticas del personaje, por lo que este destino aumenta la energía (Stamina) y el maná (también conocida como Magic Points) del personaje para balancear el alto uso de estos status.

### Merchant(Mercader/Comerciante)
Este destino no es ofensivo y permite al personaje enfocarse en los "skills" de producción (life skills) del juego, que producen y recolectan materiales de la naturaleza. Este destino aumenta la suerte (luck) del personaje y esto aumenta por igual la probabilidad de obtener bonos de suerte al recolectar o al matar a un enemigo. Estos bonos multiplican el número de objetos obtenidos o dinero respectivamente. El único "skill" ofensivo afectado por este destino implica arrojarle dinero literalmente a los enemigos; entre más dinero más daño y por supuesto más daño a tu economía aunque para compensar la falta de apoyo en combate este destino ofrece experiencia al crear y recolectar que se asimila a la experiencia al pelear de esta manera el jugador puede seguir subiendo de nivel sin necesidad de pelear además de que este destino beneficia más a aquellos jugadores que se interesan por el sistema de Comercio.

### Fighter(Luchador)
Similar al guerrero, se especializa en las artes marciales y el combate cuerpo a cuerpo. Sus habilidades requieren el uso de nudillos y/o puños de acero. La efectividad de este destino varía dependiendo de la raza del personaje siendo los gigantes los que más beneficios obtienen y los elfos los que menos.

### Bard(Bardo)
Este destino es meramente de soporte o diversión y se enfoca en las habilidades musicales y en los efectos mágicos que éstas aplican. Casi todas sus habilidades mejoran la aptitud de combate de los compañeros de grupo y otras reducen las de los enemigos: es capaz de ralentizar, dormir o reducir las estadísticas de sus enemigos, o aumentar las habilidades o las estadísticas de sus aliados tanto en combate como en producción.

## SistemaTalent
Este sistema reemplazo al sistema de destinos dividiendo las habilidades en grupos más reducidos y específicos de especialización, por ejemplo el destino de Alquimia dividido entre alquimia de transmutación que engloba la transformación y producción de materiales por medio de alquimia y la Alquimia de Combate que abarca todos las habilidades de combate de la misma.
Este nuevo sistema incorpora nuevos bonos que incrementan los puntos "stats" y/o estatus del jugador dependiendo del nivel de cada talento, estos bonos se mantienen aun si el personaje renace o cambia de talento activo.
Similar a los destinos existe el talento activo el cual proporciona puntos "stats" adicionales que ayudan en el desempeño de dicho talento y benefician el entrenamiento de los "skill" y/o habilidades relacionados al doble de rápido de lo normal, este se puede escoger al renacer o al crear un personaje nuevo.

### Títulos de talento
Este sistema también añade una nueva forma de títulos que no proporcionan estatus extra y son meramente estéticos, cada uno cuenta con 4 tipos diferentes de marcos que representan el nivel del talento del jugador estos son de bronce, plata, oro y oro más estilizado.
- Bronce: talentos de nivel 1-5
- Plata: Talentos de nivel 6-10
- Oro: Talentos de nivel 11-15
- Oro Estilizado: Talento nivel 16

### Niveles de dificultad
Al ser implementados los talentos en el juego estos reemplazaron al viejo sistema de dificultad de misiones definiendo la dificultad a la que pueden acceder los jugadores basados en su nivel de talento y no en su nivel acumulativo.
Los niveles de dificultad de menor a mayor y sus requerimientos son:
- Basic / Básico: Talento nivel 1 o superior
- Intermediate / Intermedio: Talentos de nivel 5 o superior
- Advanced / Avanzado: Talentos de nivel 8 o superior
- Hard / Difícil: Talento nivel 11 o superior
- Elite: No requiere un nivel de talento específico solo que el líder del grupo posea un pase específico.
- Lord: Talento nivel 15 y requiere que cada miembro posea un pase genérico de "Lord Mission"

### Título Gran Maestro (Grandmaster)
Los jugadores tienen la posibilidad de alcanzar el nivel más alto de un talento al pasar una serie de pruebas y requisitos que varían dependiendo del tipo del talento en el que se aplica, solo se puede obtener un solo título de Gran Maestro por personaje y si se desea obtener uno diferente se debe renunciar al primero y repetir los requerimientos necesarios.
La diferencia entre un título Nivel 15 y un título Nivel 16 es un incremento aun mayor de estatus en dicho talento y poder equipar dicho título para mostrar el título a otros jugadores.

## Crecimiento
En Mabinogi los personajes aumentan de edad. Lo que significa que el personaje del jugador crece dentro del tiempo del juego. Cada semana equivale a un año en el juego. Por lo tanto, cada sábado el personaje cumple años de edad. Cuanta más edad tengas, el personaje será más fuerte y crecerá de tamaño, Dependiendo de la raza, el personaje gana más puntos de estatus a determinadas edades, y cada año del juego el personaje crece en tamaño aunque después de los 17 años ya no aumentará en altura. El personaje también obtiene "ability points" (o AP que se utilizan para subir de nivel los "skills") gratis cada sábado pero después de la edad de 25 años el personaje deja de ganar "AP". En Mabinogi no hay límite de edad.

## Físico
Además de envejecer los personajes son capaces de adelgazar o engordar al consumir alimentos del juego, cada determinado tiempo el personaje aumenta su apetito gradualmente lo que reduce la barra de estado correspondiente a "Stamina" hasta un máximo de 50% lo cual hace más difícil recuperar dichos puntos con pociones, el personaje solo engorda si ingiere alimentos cuando esta barra esta en el 100%.

## Rebirth(Renacer)
Mabinogi maneja un sistema de niveles que permite hacer "rebirth" (renacer) y restaurar el nivel actual del personaje a nivel uno manteniendo los niveles de sus "skills" intactos para poder seguir obteniendo "AP". Hay dos maneras de renacer: una es comprando una tarjeta de renacimiento en la tienda de Nexon (usando dinero real) o esperar una semana "real life" (vida real) para que le den una tarjeta gratis de renacimiento. si el nivel del personaje es inferior a 1000, este puede renacer una vez al día. La diferencia de comprar una tarjeta y de obtener una gratis es que la tarjeta "premium" tiene más opciones que la tarjeta gratis, como por ejemplo, se puede cambiar de género, de apariencia y la tarjeta gratis solo restaura la edad y el nivel. Al crear el personaje el jugador puede personalizar a su personaje y escoger la edad inicial del personaje en un rango de 10 a 17 años esto también ocurre si se utilizan tarjetas de personajes.

## Tarjetas de personaje
Existen tarjetas que permiten la creación de un personaje nuevo o la modificación de uno existente por medio de "Rebirth" existen cuatro tipos que son:
- Básica: Es una tarjeta que como su nombre indica está limitada por un rango de opciones de personalización básico, y este tipo de cartas son las más baratas, permiten renacer a un personaje existente y hay 1 para cada tipo de raza, su valor es de 7,900 NX que son 7,9 dólares estadounidenses.

- Premium: Al igual que la tarjeta básica permite Renacer a un personaje existente o crear uno nuevo y cuenta con una gama completa de personalización para el personaje creado o modificado, Su valor es de 9,900 NX que son 9,9 dólares estadounidenses (esta tarjeta fue retirada de la tienda al implementarse el sistema de "Beauty Shop").

- Premium (Evento): Cuenta con las mismas opciones que una tarjeta premium regular pero provee disfraces y/o equipamientos especiales de temporada, características de personalización de tiempo limitado u objetos especiales, algunos ejemplos son tarjetas de festividades con disfraces navideños, de verano u otras festividades como el día de san patricio o el día de la independencia de Estados Unidos Su valor varía por el tipo de edición limitada pero siempre es igual o superior al precio de una tarjeta premium regular.

- Memorial/Destiny: Son tarjetas implementadas durante el sistema de Destino, que son especializadas a un tipo de "Skills" que solo pueden ser utilizadas para crear personajes y tienen la característica especial de proveer al personaje creado con un set predefinido de "Skills" en un nivel intermedio con un valor aproximado de 100 "Ap" estas tarjetas son las más caras con un valor de 24,900 NX que son 24,9 dólares estadounidenses y se estima que sean descontinuadas o reemplazadas en actualizaciones posteriores.

## Beauty Shop(Tienda de belleza)
La "Beauty Shop" es una tienda dentro del juego que permite al jugador editar a su personaje en el tipo de rostro, ojos cabello, color de piel, ojos, etc. Utilizando un tipo específico de divisa del juego denominada "Pon" la cual se obtiene con Nexon Cash en la tienda premium.
Adicionalmente otra sección de la Beauty shop ofrece vestimenta única con duración limitada que puede ser utilizada regularmente o por medio de la sección especial del equipo llamada "style tab" o pestaña de Estilo.
el personaje puede comprar una llave que desbloquea la "Style tab" que permite al jugador utilizar ropa sobre el equipo actual con el fin de vestir ropa con estilo sobre armaduras o vestimentas rudimentarias.

## Transformaciones
Después de cumplir una determinada cantidad de misiones específicas, el jugador obtiene la habilidad de transformase, aumentando sus stats. Los elfos se transforman en "Falcons", los gigantes en "Savage Beasts", los humanos pueden elegir entre ser "Dark Knights" o "Paladins". También pueden obtener una transformación que no depende de la raza, llamada demigod (semidiós)
La transformación de semidiós entrega habilidades como correr más rápido y recuperar HP, MP y "stamina" rápidamente, además de habilidades de ataque y defensa que depende de la diosa a la que apoya el jugador.
Los "Dark Knights", "Savage Beasts" y "Falcons" cuentan con un "skill" único de uso exclusivo cuando el personaje se encuentra en el estado de transformación. Los "Dark Knights" pueden controlar a casi cualquier monstruo enemigo del juego dependiendo de que tan fuerte o débil sea comparado al personaje, los gigantes pueden dar un golpe con área de efecto y los elfos pueden lanzar flechas elementales que varían en el área de efecto del ataque. Los Paladins por otro lado no cuentan con "skill" único pero proporciona un gran aumento en defensa que sobrepasa la defensa de cualquier otra transformación.

### Shapeshifting(Cambio de forma)
Este skill fue agregado en el parche: Generación 17 Temporada 3 "Shamala" y permite al jugador transformarse en casi cualquier enemigo del juego utilizando un Atrapasueños, eh incluso transformarse en NPC utilizado monedas especiales para poder memorizar la transformación.
A diferencia de las anteriores "Shapeshifting" le permite al jugador permanecer transformado indefinidamente siempre y cuando no cambie de área, cambie de canal, se desconecte o sea derrotado por un enemigo.

## Skills(Habilidades)
Las "skills" se entrenan por rangos que van desde "Novice" a rango 1: "Novice", "f", "e", "d", "c", "b", "a", "9", "8", "7", "6", "5, "4", "3", "2" y "1". Al rango 1, las "skills", al ser completamente entrenadas en los requerimientos de su rango, obtienen un título de maestría del mismo que le da stats especiales referentes a las "skills" y posteriormente el hacer exámenes da para obtener niveles de maestría de la "skill" que recompensan con algunas reparaciones de equipos más baratas y acceso a tiendas especiales de NCPS específicos. 
Los hay en nueve categorías, más dos categorías de "skills" de transformación:

### Life (Vida)
Esta categoría depende de una habilidad llamada "Production Mastery" o maestría en producción.
Incluye poder cocinar, domar animales, crear objetos con las manos, refinar, componer música, tocar un instrumento, hacer pociones, tejer, crear ropa, pescar, crear armamento, recoger hierbas, descansar, primeros auxilios, crear una fogata y metalurgia.

### Combat (Combate)
Esta categoría depende de dos maestrías que son "Combat Mastery" o maestría en combate y "Ranged Attack" o ataque de rango/arquería.
Los de combate cuerpo a cuerpo contienen "Defensa", "Remolino", "Golpe Infinito" (solo humanos), "¡A la carga!" o "Asalto", "Contraataque", "Golpe Violento", "Guardia de Viento" (solo gigantes), "Burla" (solo gigantes), "Aplastar" (solo gigantes) y "Sentido Agudo".
La arquería incluye "Ataque de Rango", "Tiro de Apoyo", "Tiro Magnum", "Misil de Espejismo" (solo elfos), "Disparo Infinito" (solo elfos), "Revólver de Flechas" (solo humanos), "Lanzar" (solo gigantes).

### Magic (Magia)
Habilidades mágicas elementales (hielo, agua, fuego y trueno) para atacar o curar.
Las magias elementales se dividen en magias básicas (bolts), y magias avanzadas (difíciles de obtener. Para poseer cada una de ellas se deben reunir páginas de un libro, que pueden ser encontradas en las más diversas situaciones)

### Alchemy (Alquimia)
Esta categoría depende de una habilidad llamada "Alchemy Mastery" o maestría en alquimia.
Incluye poder invocar Golems (criaturas gigantes hechas de piedra), lanzar diferentes ataques elementales con un cilindro, sintetizar ítems para crear otros nuevos, fragmentar ítems para obtener sus componentes básicos, convertir metales, drenar la vida del oponente, invocar lluvia, congelar a los enemigos, o cristalizar magias avanzadas para luego, en batalla, lanzarlas con el cilindro sin usar puntos de maná. También incluye la habilidad avanzada "Shock", una de las habilidades más difíciles de obtener en rango F hacia arriba en el juego, se obtiene a través de la historia del juego, pero no podrá ser "rankeado" a F hasta no obtener las 10 páginas del libro del estudio sobre alto voltaje, sin esto, la "skill" sólo sirve para ciertas situaciones de la historia del juego, o en el uso de la espada Brionac en combate.

### Merchant (Mercader/Comerciante)
Enfocados solo en producción y recolección estas "skills" aumentan los stats del jugador al ser nivelados y pueden producir casi cualquier equipo del juego si se tienen los materiales correspondientes y con el beneficio de obtener stats mayores a los de los equipos comprados en tiendas

### Fighter (Luchador)
Se basa en combate cuerpo a cuerpo similar al guerrero pero con el uso de nudillos de acero (knuckles) a diferencia del combate de un guerrero el daño es afectado por el status de "will" en vez de "str" y existen 10 "skills" en este estilo de combate que pueden causar efectos especiales al ser efectuados, como cancelar el uso de magia y alquimia del oponente o reducir la defensa y protección del enemigo.

### Bard (bardo/músico)
Las "skills" musicales entran en esta categoría donde al tocar música con instrumentos produce efectos positivos en los miembros del grupo o efectos negativos en los enemigos.

### Puppeteer (titiritero)
Estos "skills" permiten al jugador controla a un títere para que pelee por el no muy lejos de la acción y varios de estos Skills tienen área de efecto por lo que pueden atacar a múltiples enemigos a la vez. Estos skill son recomendados para jugadores avanzados ya que requiere el uso de otras habilidades previamente entrenadas para mantener a la marioneta reparada y para poder crear pociones especiales para la misma.

### Dual Gun (Doble Pistola)
Estos skills permiten al jugador realizar ataques con 2 pistolas de cañón alargado de manera estilizada y rápida. se requieren balas especializadas para disparar que están compuestas de Mana (magia) comprimida en forma de balas se debe recargar cada determinado tiempo para poder disparar y la cantidad de balas por cartucho de recarga depende del tipo de pistolas.

### Transformation: paladin-dark knight/falcon/beast (transformación)
Esta categoría es entrenada de forma diferente; los puntos de entrenamiento son obtenidos únicamente por renacer o subir de nivel, no por los puntos de habilidad (AP).
Cada "skill" sube atributos del personaje al usarse la transformación.
La transformación y las "skills" dependen directamente de la raza (en el caso de los humanos, depende si son del lado de la luz o del lado oscuro), siendo "Paladin" para humanos, "Falcon" para elfos, y "Beast" para gigantes.
Estas "skills" dan habilidades excepcionales de stats por un período de tiempo.

### Demigod (semidiós)
Originalmente nombrado "Awakening of light" es la habilidad de transformación, acompañada de "skills" de ataque, que dependen de la diosa a la que apoya el jugador.
Esta categoría es entrenada de forma diferente. Los puntos de entrenamiento son obtenidos únicamente por renacer o subir de nivel, no por puntos de habilidad (AP). A diferencia de los "skills" de transformación, todos los "skills" de "demigod" reciben experiencia al mismo tiempo. Estas "skills" dan habilidades excepcionales de desempeño por un período de tiempo, puede ser usado al mismo tiempo que es usada la transformación de raza.
Al usar "demigod", el jugador correrá más rápido, su "MP", "HP" y "stamina" se recuperaran constante y rápidamente, además, podrá usar skills de ataque o defensa que son realmente fuertes. Su duración es bastante más corta que la transformación de raza. No entrega ningún stat adicional, solo habilidades. Al ser usada cada habilidad (incluyendo la transformación a "demigod") de este tipo, se descuenta experiencia del mismo "skill" utilizado. Con esto, es posible que la "skill" baje de rango si la experiencia de la "skill" en el presente rango llega a 0. Sin embargo, la cantidad de experiencia utilizada no es tan grande como para preocuparse demasiado, teniendo en cuenta que el jugador sube progresiva y eternamente de nivel.

## Razas
Hay 3 razas jugables y muchas más enemigas:

### Humanos
Es la raza más equilibrada y básica. Los humanos pueden ser cualquier clase ya que Mabinogi no define clases, cualquier personaje puede ser cualquier clase e incluso se pueden combinar clases. Recomendado para principiantes y para escoger al comienzo ya que por medio de un personaje humano se puede obtener un personaje gigante y un personaje elfo gratis en la misma cuenta. Los humanos también por ser la primera clase existente en Mabinogi son los protagonistas principales de la mayor parte de las Generaciones (Historias principales del juego) y es la única clase que puede escoger entre 2 caminos de transformación (Dark Knight —Caballero Negro— o Paladin —Paladín, caballero de la luz—).
Tienen la habilidad de usar dos espadas cortas para el combate cuerpo a cuerpo, además de tener acceso a algunas habilidades específicas disponibles para humanos.

### Gigantes
Son una raza que habita en el norte del continente de Iria en su pueblo natal "Vales". tienen más fuerza en el combate cuerpo a cuerpo que las demás razas, los gigantes al igual que los humanos pueden usar 2 mazos al mismo tiempo en lugar de espadas además de poder utilizar mazos y hachas gigantes. Los gigantes por su gran fuerza y convicción pueden usar espadas largas que los humanos utilizan a 2 manos y usarlas como espadas de una mano junto con escudos gigantes, sin embargo no se desempeñan bien en la magia y no pueden usar arcos, pero es su lugar utilizan algo semejante que son las jabalinas. No pueden montar caballos convocados de jugadores humanos o elfos por ser muy pequeños, solo los caballos o mascotas montables del jugador gigante son capaces de aumentar su tamaño automáticamente para aguantar el peso y estatura del usuario gigante a excepción algunas mascotas. 
Los gigantes caminan más rápido que los humanos pero más lento que los elfos. Son la raza más cara del juego por su limitada variedad de equipos que se obtienen en su mayoría de eventos o misiones de dificultad alta. Al igual que los humanos, después de realizar una serie de misiones, ellos adquieren la habilidad de transformarse en Savage Beasts (bestias salvajes) aumentando su fuerza, defensa y otros stats.

### Elfos
Los elfos habitan en el desierto de "Connous" y viven en su ciudad oasis que lleva el nombre de "Filia", Los elfos son los más débiles físicamente pero se destacan en ambas magia y arquería. Están limitados al uso de armaduras ligeras y ropa, no pueden utilizar armaduras pesadas y solo pueden tener una espada o mazo en una mano con la posibilidad de utilizar escudos. Son la única raza que puede disparar dos flechas al mismo tiempo.
Además pueden preparar el siguiente ataque mientras corren, Son la raza más rápida en movimiento, son los únicos que puede disparar flechas montados a caballo o algunos otros tipos de mascotas montables como dragones, tienen la habilidad única de usar la acción "Hide"(esconderse) que les permite ocultarse de cualquier enemigo del juego pero son visibles en todo momento para otros jugadores. Los elfos también son conocidos por ser la raza que más munición utiliza por el hecho de disparar 2 flechas por ataque, Sin embargo, pueden comprar carcajes, que aumentan la carga de flechas de 100 a 500 usando menos espacio y transportando más flechas a la vez en el inventario, además de que son reutilizables. Después de cumplir con una serie de misiones, se pueden transformar en "Falcons", aumentando su destreza e inteligencia para infligir más heridas, tener un buen balance y ser más poderosos en la magia.

### Formors
Los formors son un conjunto de clanes de varias razas que son liderados por el dios "Cichol" también conocido como: (Ciocal Gricenchos), entre estos clanes se encuentran los goblins, troles, animales salvajes, espectros y la mayor parte de enemigos que se encuentran en el juego. Estas razas no son jugables a menos de que se utilice la habilidad "Shapeshifting" que permite adoptar su forma y utilizar algunas de sus habilidades básicas.

## Quests(Misiones)
Son misiones que puedes hacer para ganar algo, como ropa, experiencia, APs, "skills" u oro.

### Main Quests
Son las misiones referentes a la historia del juego.

### Exploration Quests
Son misiones de exploración que solo están disponibles en iria dentro del campamento humano, la ciudad élfica y la ciudad gigante.

### EventySkill Quests
Son las misiones utilizadas para conseguir "skills" o realizar eventos.

### Hunt Quests
Estas misiones se compran de NCPS y consisten en cazar animales y recolectar pequeños pergaminos que los Formors utilizan para volver a estos animales más agresivos de lo normal.

### Party Quests
Son muy parecidas a las "Hunt Quest" pero para realizar estas se necesitan 2 o más personas y no requieren recolectar cosas, solo vencer un número definido de enemigos (8 como máximo).

### Guild Quests
Estas misiones se realizan como las "Party Quest" pero se necesitan personas de tu misma "guild" o gremio.

### Part-Time Jobs(Trabajos)
Trabajos de medio tiempo se empiezan hablando con la "keyword" de "part-time-job" con ciertos NPCS. Estos proveen un "quest" en la que tendrás que entregar objetos o hacer ciertas cosas que te pidan, cada trabajo cuenta con un límite de tiempo para realizarse y reportarse.

## NPC
Son los Non-Player Characters (Personajes no jugables), es decir, personas en el juego que no son controladas por un jugador en la vida real. En Mabinogi, los NPC's no son simples vendedores, sino que te recuerdan y puedes tener amistad con ellos. Puedes ganarte su amistad hablándoles de temas interesantes y cumpliendo diferentes trabajos y también reaccionan ante algunos títulos que el jugador equipe, al hablar con el NPC éste dirá algo diferente a lo usual.
Aunque después de cada Renacer los npcs pueden olvidarte y si no se continua el contacto con ellos poco a poco olvidan que te conocieron.
Hacerse amigo de algunos NPC ayuda a obtener acceso a equipos especiales de tiendas secretas o a obtener información para algunas misiones de la historia.

## Juegos relacionados
El estudio Devcat en conjunto con otros estudios desarrollo posteriormente juegos basados en el mundo de Mabinogi pero con motores gráficos más avanzados. estos son:
- Mabinogi Heroes (conocido como Vindictus en América)

Es una precuela al actual Mabinogi en el cual el jugador controla a personajes predefinidos con su propia historia que se unen a un grupo de mercenarios humanos, en un ambiente mucho más detallado gráficamente y siguiendo parte de la historia en Mabinogi con algunas variaciones.
- Mabinogi 2 Arena (el nombre podría cambiar para su lanzamiento en América o incluso podría no llegar a América)

Aun en desarrollo se pretende que Mabinogi 2 sea una secuela del actual Mabinogi, cuenta con un motor gráfico muy similar al de Vindictus incluyendo el estilo de combate. muchos detalles sobre este título son vagos pero se asemeja mucho al actual Vindictus.

## Versiones del juego
Hay varias versiones. La cuna del juego es en Corea del Sur. penúltima fue la estadounidense Mabinogi también se expandió a Europa pero el servicio fue terminado a causa de un hacker, la falta de GM, administradores, actualizaciones y eventos.
- Coreana
- Japonesa
- China
- Taiwanesa
- Estadounidense: Salió en el año 2008. Antes de salir al aire, pasaron por varios versiones:
  - Closed Beta
  - Pre-Open Beta
  - Open Beta: El juego tiene todas las características fundamentales. Se tiene acceso a todas las ciudades básicas, y con los parches se tendrá acceso a otras ciudades y skills.

- Europea:

Closed Beta: La fase de beta cerrada para la versión europea de Mabinogi comenzó el día 2 de diciembre de 2009.
El servicio europeo fue terminado el 25 de abril de 2012 mandando a sus jugadores al servidor Americano

### Página principal (Norteamérica)
Página oficial del servidor Norteamericano.
http://nexon.mabinogi.com (enlace roto disponible en Internet Archive; véase el historial, la primera versión y la última).

### Página principal (Corea del Sur)
Página oficial de Mabinogi.
http://mabinogi.nexon.com

### Wiki deMabinogi(en inglés)
Enciclopedia con todo el contenido presente en los servidores Norteamericanos y la fuente de esta Wikipagina.
http://wiki.mabi.world/view/Wiki_Home
- Datos: Q1143121